# Pleurozia johannis-winkleri
Pleurozia johannis-winkleri là một loài rêu trong họ Pleuroziaceae. Loài này được Herzog mô tả khoa học đầu tiên năm 1931.